# هالینا راشاکوونا
هالینا راشاکوونا (لهستانی: Halina Rasiakówna؛ زادهٔ ۶ فوریه ۱۹۵۱) بازیگر اهل لهستان است.
از فیلم‌ها یا مجموعه‌های تلویزیونی که وی در آن‌ها نقش داشته است، می‌توان به فوگ، صفر-هفت، به‌گوشم، در خیابان سپولنی، عشق اول و دوران افتخار اشاره نمود.